# Elżbieta Zawacka
Elżbieta Zawacka (Thorn, 19 marzo 1909 – Toruń, 10 gennaio 2009) è stata una partigiana polacca, nota anche con il nome di battaglia Zo, è stata una professoressa universitaria polacca, istruttrice scout, agente del SOE e combattente durante la seconda guerra mondiale.
Il 3 maggio 2006 fu promossa a generale di brigata dell'esercito polacco dal presidente Lech Kaczyński. Fu definita "l'unica donna tra i Cichociemni" (paracadutisti di una forza d'elite usati per operazioni speciali in Polonia), prestò servizio come corriere per l'Armia Krajowa, trasportando lettere e altri documenti dalla Polonia occupata dai nazisti al governo polacco in esilio a Londra e viceversa. Il suo percorso solito andava da Varsavia a Londra passando per Berlino e la Svezia. Era anche responsabile dell'organizzazione dei percorsi per gli altri corrieri.

## Biografia
Nata a Toruń (in tedesco: Thorn), all'epoca in Prussia, conseguì il diploma di scuola superiore a Toruń e si laureò in matematica all'Università di Poznań. Alla fine degli anni Trenta insegnò in diverse scuole secondarie, lavorando anche come istruttrice del Przysposobienie Wojskowe Kobiet (un'organizzazione di addestramento femminile). Nel 1939, durante l'invasione della Polonia, fu al comando del Przysposobienie Wojskowe Kobiet attiva nel distretto della Slesia, partecipando alla difesa di Leopoli.
Nell'ottobre 1939 si unì alla sezione slesiana della Resistenza armata con il nome di battaglia "Zelma", che in seguito cambiò in "Zo". Alla fine del 1940 fu trasferita a Varsavia e iniziò ad operare come corriere. Fu anche vice-capo della Zagroda, il dipartimento di comunicazione dell'Armia Krajowa. Nel febbraio 1943 viaggiò attraverso Germania, Francia e Spagna fino a Gibilterra, da dove fu poi trasportata in aereo a Londra. In Gran Bretagna si sottopose all'addestramento con il paracadute e il 10 settembre 1943 si lanciò in Polonia, affermando di essere "l'unica donna nella storia del Cichociemni", anche se non aveva completato l'intero corso di addestramento.
Nel 1944 combatté nell'insurrezione di Varsavia, dopo la sconfitta si trasferì a Cracovia, dove continuò la sua attività clandestina. Nel 1945 si unì all'Associazione Libertà e Indipendenza (in polacco: Zrzeszenie Wolność i Niezawisłość, WiN) anticomunista, ma abbandonò poco dopo per dedicarsi all'insegnamento.
Nel 1951 fu arrestata e torturata dall'Urząd Bezpieczeństwa (il Servizio di Sicurezza del Ministero degli Affari Interni). Fu condannata a 10 anni di carcere per tradimento e spionaggio, la pena fu prima ridotta e quindi fu rilasciata nel 1955. Dopo la scarcerazione, conseguì il dottorato all'Università di Danzica. Fu professoressa di ruolo presso l'Istituto di Pedagogia dell'Università Mikołaj Kopernik di Toruń, dove fondò il dipartimento di Andragogia.
Si ritirò dall'insegnamento nel 1978, dopo la chiusura del dipartimento da parte della Służba Bezpieczeństwa. Fu un membro attivo dell'Unione Mondiale dei Soldati dell'Armia Krajowa, negli anni Ottanta collaborò con Solidarność.